# Kímolos (village)
Kímolos, en grec moderne : Κίμωλος, est un village de l'île du même nom, en Égée-Méridionale, Grèce.
Selon le recensement de 2011, la population du village s'élève à 837 habitants.